# Новозарьевка
Новоза́рьевка (укр. Новозар'ївка) — село на Украине, находится в Старобешевском районе Донецкой области. Под контролем самопровозглашённой Донецкой Народной Республики.

## История
22 июня 2017 г властями самопровозглашённой ДНР в селе была восстановлена подача питьевой воды.

## География

#### Соседние населённые пункты по странам света
СВ: Колоски
С: Войково, Ленинское
СЗ: Андреевка, город Комсомольское
З: Зелёное, Весёлое
В: —
ЮЗ: Раздольное, Василевка
ЮВ: Воровское, Каменка
Ю: —

## Население
Население по переписи 2001 года составляло 1688 человек.

## Общие сведения
Код КОАТУУ — 1424583501. Почтовый индекс — 87253. Телефонный код — 6253.

## Адрес местного совета
87253, Донецкая область, Старобешевский р-н, с. Новозарьевка, ул. Школьная, д.1в